# Karel Zich a Spirituál kvintet
Karel Zich a Spirituál kvintet je kompilační album české hudební skupiny Spirituál kvintet, vydané v roce 2004. Na albu jsou nahrávky, na kterých zpívá v létě toho roku zesnulý Karel Zich.

## Seznam skladeb
| Pořadí         | Název                    | Délka |
| -------------- | ------------------------ | ----- |
| 1.             | Kovbojův nářek           | 2:29  |
| 2.             | Doney Gal                | 3:33  |
| 3.             | Černošské Ghetto         | 2:56  |
| 4.             | Svatební košil           | 2:37  |
| 5.             | Ave tu pura puella       | 2:57  |
| 6.             | Dým, jen dým             | 3:23  |
| 7.             | Kayandra                 | 4:15  |
| 8.             | Osel Jerry               | 2:21  |
| 9.             | Vláček                   | 3:24  |
| 10.            | Zastaveníčko             | 2:56  |
| 11.            | Útěk z Egypta            | 3:08  |
| 12.            | Třešničky                | 3:44  |
| 13.            | Spí Jeruzalém            | 3:25  |
| 14.            | Lalůlalej                | 2:27  |
| 15.            | Ó, andělíčkové           | 3:05  |
| 16.            | Jozue                    | 3:18  |
| 17.            | Dudy z Edinburku         | 2:19  |
| 18.            | Dávno, dávno             | 2:45  |
| 19.            | Ženo má                  | 4:04  |
| 20.            | Smůla všech smůl         | 2:43  |
| 21.            | Lidi jen tak mluví       | 1:51  |
| 22.            | Co prej bude s mojí duší | 2:36  |
| 23.            | Stovky cest (živě)       | 3:21  |
| Celková délka: | Celková délka:           | 69:47 |